# Vogue Far away SEASONS
『vogue Far away SEASONS』（ヴォーグ・ファラウェイ・シーズンズ）は、浜崎あゆみが2000年7月12日と同年9月20日にリリースしたDVDシングル及びVHSシングル。
VHSが7月12日にリリースし、DVDが9月20日に発売された。

## 解説
VHSとDVDの2形態で発売している。DVD盤には特典映像としてオフショットを収録している。

## 曲目
1. vogue / Far away / SEASONS (video clip)
2. vogue (TV-CM)
3. Far away (TV-CM)
4. SEASONS (TV-CM)
5. making of vogue Far away SEASONS ※DVDのみ
6. Credit